# Đội tuyển bóng đá quốc gia Cabo Verde
Đội tuyển bóng đá quốc gia Cabo Verde (tiếng Bồ Đào Nha: Seleção Cabo-Verdiana de futebol) là đội tuyển cấp quốc gia của Cabo Verde do Liên đoàn bóng đá Cabo Verde quản lý.
Trận đấu quốc tế đầu tiên của đội tuyển Cabo Verde là trận đấu gặp Guiné-Bissau vào năm 1979. Thành tích tốt nhất của đội cho đến nay là 2 lọt vào tứ kết của Cúp bóng đá châu Phi là vào các năm 2013 và 2023. Đội chưa từng tham dự World Cup.

## Thành tích quốc tế

### Giải vô địch thế giới
- 1930 đến 1998 - Không tham dự
- 2002 đến 2022 - Không vượt qua vòng loại

### Cúp bóng đá châu Phi
Cabo Verde không phải đội tuyển mạnh trong khu vực và cũng không có nhiều thành tích. Đội đã 4 lần tham dự vòng chung kết Cúp bóng đá châu Phi, trong đó thành tích tốt nhất của đội cho đến nay là 2 lần lọt vào tứ kết.
| Cúp bóng đá châu Phi | Cúp bóng đá châu Phi                       | Cúp bóng đá châu Phi                       | Cúp bóng đá châu Phi                       | Cúp bóng đá châu Phi                       | Cúp bóng đá châu Phi                       | Cúp bóng đá châu Phi                       | Cúp bóng đá châu Phi                       | Cúp bóng đá châu Phi                       | Cúp bóng đá châu Phi |
| Vòng chung kết: 4    | Vòng chung kết: 4                          | Vòng chung kết: 4                          | Vòng chung kết: 4                          | Vòng chung kết: 4                          | Vòng chung kết: 4                          | Vòng chung kết: 4                          | Vòng chung kết: 4                          | Vòng chung kết: 4                          | Vòng chung kết: 4    |
| Năm                  | Thành tích                                 | Thứ hạng                                   | Số trận                                    | Thắng                                      | Hòa                                        | Thua                                       | Bàn thắng                                  | Bàn thua                                   |                      |
| -------------------- | ------------------------------------------ | ------------------------------------------ | ------------------------------------------ | ------------------------------------------ | ------------------------------------------ | ------------------------------------------ | ------------------------------------------ | ------------------------------------------ | -------------------- |
| 1957 đến 1992        | Không tham dự, là thuộc địa của Bồ Đào Nha | Không tham dự, là thuộc địa của Bồ Đào Nha | Không tham dự, là thuộc địa của Bồ Đào Nha | Không tham dự, là thuộc địa của Bồ Đào Nha | Không tham dự, là thuộc địa của Bồ Đào Nha | Không tham dự, là thuộc địa của Bồ Đào Nha | Không tham dự, là thuộc địa của Bồ Đào Nha | Không tham dự, là thuộc địa của Bồ Đào Nha |                      |
| 1994                 | Vòng loại                                  | Vòng loại                                  | Vòng loại                                  | Vòng loại                                  | Vòng loại                                  | Vòng loại                                  | Vòng loại                                  | Vòng loại                                  |                      |
| 1996                 | Bỏ cuộc                                    | Bỏ cuộc                                    | Bỏ cuộc                                    | Bỏ cuộc                                    | Bỏ cuộc                                    | Bỏ cuộc                                    | Bỏ cuộc                                    | Bỏ cuộc                                    |                      |
| 1998                 | Không tham dự                              | Không tham dự                              | Không tham dự                              | Không tham dự                              | Không tham dự                              | Không tham dự                              | Không tham dự                              | Không tham dự                              |                      |
| 2000 đến 2012        | Vòng loại                                  | Vòng loại                                  | Vòng loại                                  | Vòng loại                                  | Vòng loại                                  | Vòng loại                                  | Vòng loại                                  | Vòng loại                                  |                      |
| 2013                 | Tứ kết                                     | 7 / 16                                     | 4                                          | 1                                          | 2                                          | 1                                          | 3                                          | 4                                          |                      |
| 2015                 | Vòng 1                                     | 11 / 16                                    | 3                                          | 0                                          | 3                                          | 0                                          | 1                                          | 1                                          |                      |
| 2017 đến 2019        | Vòng loại                                  | Vòng loại                                  | Vòng loại                                  | Vòng loại                                  | Vòng loại                                  | Vòng loại                                  | Vòng loại                                  | Vòng loại                                  |                      |
| 2021                 | Vòng 2                                     | 15 / 24                                    | 4                                          | 1                                          | 1                                          | 2                                          | 2                                          | 4                                          |                      |
| 2023                 | Tứ kết                                     | 6 / 24                                     | 5                                          | 3                                          | 2                                          | 0                                          | 8                                          | 3                                          |                      |
| 2025                 | Chưa xác định                              | Chưa xác định                              | Chưa xác định                              | Chưa xác định                              | Chưa xác định                              | Chưa xác định                              | Chưa xác định                              | Chưa xác định                              |                      |
| 2027                 | Chưa xác định                              | Chưa xác định                              | Chưa xác định                              | Chưa xác định                              | Chưa xác định                              | Chưa xác định                              | Chưa xác định                              | Chưa xác định                              |                      |
| Tổng cộng            | 2 lần tứ kết                               | 2 lần tứ kết                               | 16                                         | 5                                          | 8                                          | 3                                          | 14                                         | 12                                         |                      |

- ^1 Thứ hạng ngoài bốn hạng đầu (không chính thức) dựa trên so sánh thành tích giữa những đội tuyển vào cùng vòng đấu
- ^2 Tính cả những trận hòa ở vòng đấu loại trực tiếp phải giải quyết bằng sút luân lưu
- ^3 Do đặc thù châu Phi, có những lúc tình hình chính trị hoặc kinh tế quốc gia bất ổn nên các đội bóng bỏ cuộc. Những trường hợp không ghi chú thêm là bỏ cuộc ở vòng loại

## Cầu thủ

### Đội hình hiện tại
Đội hình được triệu tập để tham dự CAN 2023.
Số liệu thống kê tính đến ngày 3 tháng 2 năm 2024, sau trận gặp Nam Phi.

| Số | VT | Cầu thủ               | Ngày sinh (tuổi)  | Trận | Bàn | Câu lạc bộ        |
| -- | -- | --------------------- | ----------------- | ---- | --- | ----------------- |
|    | TM | Vozinha               | 3 tháng 6, 1986   | 72   | 0   | Trenčín           |
|    | TM | Márcio Rosa           | 23 tháng 2, 1997  | 1    | 0   | Anadia            |
|    | TM | Dylan Silva           | 10 tháng 2, 1999  | 0    | 0   | Sintrense         |
|    |    |                       |                   |      |     |                   |
|    | HV | Stopira (đội trưởng)  | 20 tháng 5, 1988  | 58   | 3   | Boavista do Praia |
|    | HV | Pico                  | 17 tháng 6, 1992  | 28   | 0   | Shamrock Rovers   |
|    | HV | Dylan Tavares         | 30 tháng 8, 1996  | 20   | 1   | Bastia            |
|    | HV | Diney                 | 17 tháng 1, 1995  | 19   | 0   | Al Bataeh         |
|    | HV | Logan Costa           | 1 tháng 4, 2001   | 15   | 0   | Toulouse          |
|    | HV | Steven Moreira        | 13 tháng 8, 1994  | 7    | 0   | Columbus Crew     |
|    |    |                       |                   |      |     |                   |
|    | TV | João Paulo            | 26 tháng 5, 1998  | 21   | 1   | Sheriff Tiraspol  |
|    | TV | Jamiro Monteiro       | 23 tháng 11, 1993 | 37   | 4   | Gaziantep         |
|    | TV | Kenny Rocha Santos    | 3 tháng 1, 2000   | 29   | 1   | AEZ Zakakiou      |
|    | TV | Patrick Andrade       | 9 tháng 2, 1993   | 18   | 0   | Qarabağ           |
|    | TV | Deroy Duarte          | 4 tháng 7, 1999   | 16   | 0   | Fortuna Sittard   |
|    | TV | Cuca                  | 9 tháng 1, 1991   | 11   | 0   | União de Leiria   |
|    | TV | Kevin Pina Lenini     | 27 tháng 1, 1997  | 11   | 2   | Krasnodar         |
|    | TV | Laros Duarte          | 28 tháng 2, 1997  | 2    | 0   | Groningen         |
|    |    |                       |                   |      |     |                   |
|    | TĐ | Ryan Mendes (đội phó) | 8 tháng 1, 1990   | 75   | 17  | Fatih Karagümrük  |
|    | TĐ | Garry Rodrigues       | 27 tháng 11, 1990 | 52   | 8   | Ankaragücü        |
|    | TĐ | Willy Semedo          | 27 tháng 4, 1994  | 22   | 0   | Omonia            |
|    | TĐ | Bebé                  | 12 tháng 7, 1990  | 20   | 6   | Rayo Vallecano    |
|    | TĐ | Gilson Tavares        | 29 tháng 12, 2001 | 15   | 5   | Benfica B         |
|    | TĐ | Jovane Cabral         | 14 tháng 6, 1998  | 10   | 1   | Olympiacos        |
|    | TĐ | Bryan Teixeira        | 1 tháng 9, 2000   | 7    | 1   | 1. FC Magdeburg   |

### Triệu tập gần đây
| Vt | Cầu thủ                        | Ngày sinh (tuổi)  | Số trận | Bt | Câu lạc bộ           | Lần cuối triệu tập             |
| -- | ------------------------------ | ----------------- | ------- | -- | -------------------- | ------------------------------ |
| TM | Bruno Varela                   | 4 tháng 11, 1994  | 1       | 0  | Vitória Guimaraes    | vs. 2023 AFCON PRE             |
| TM | Tiago Gomes                    | 14 tháng 8, 2002  | 0       | 0  | Union SG             | vs. 2023 AFCON PRE             |
| TM | Keven Ramos                    | 6 tháng 6, 1994   | 1       | 0  | Batuque              | vs. Burkina Faso, 18 June 2023 |
|    |                                |                   |         |    |                      |                                |
| HV | Ponck                          | 13 tháng 1, 1995  | 23      | 0  | Moreirense           | vs. 2023 AFCON PRE             |
| HV | Steve Furtado                  | 22 tháng 11, 1994 | 16      | 0  | CSKA 1948            | vs. 2023 AFCON PRE             |
| HV | Steven Fortès                  | 17 tháng 4, 1992  | 13      | 0  | Rouen                | vs. 2023 AFCON PRE             |
| HV | Nica Panduru Morais Lopes      | 29 tháng 11, 1995 | 2       | 0  | Boavista do Praia    | vs. 2023 AFCON PRE             |
| HV | Kelvin Pires                   | 5 tháng 6, 2000   | 2       | 0  | Trencin              | vs. 2023 AFCON PRE             |
| HV | Delmiro Nascimento             | 19 tháng 8, 1988  | 1       | 0  | AEZ Zakakiou         | vs. 2023 AFCON PRE             |
| HV | Erik Nielson Duarte Boaventura | 31 tháng 10, 1996 | 0       | 0  | Académica do Mindelo | vs. 2023 AFCON PRE             |
| HV | Sidny Lopes Cabral             | 18 tháng 9, 2002  | 1       | 0  | Rot-Weiß Erfurt      | vs. Comoros, 17 October 2023   |
| HV | Kristopher Da Graca            | 16 tháng 1, 1998  | 1       | 0  | HJK                  | vs. Comoros, 17 October 2023   |
| HV | Romario Carvalho               | 20 tháng 11, 1993 | 0       | 0  | Oliveira do Hospital | vs. Togo, 10 September 2023    |
| HV | Ivanildo Fernandes             | 1 tháng 3, 1996   | 2       | 0  | Ittihad Kalba        | vs. Burkina Faso, 18 June 2023 |
|    |                                |                   |         |    |                      |                                |
| TV | Hélder Tavares                 | 26 tháng 12, 1989 | 14      | 0  | Tondela              | vs. 2023 AFCON PRE             |
| TV | Leandro Andrade                | 24 tháng 9, 1999  | 6       | 0  | Qarabağ              | vs. 2023 AFCON PRE             |
| TV | Vasco Lopes                    | 2 tháng 9, 1990   | 4       | 0  | SAD                  | vs. 2023 AFCON PRE             |
| TV | Yannick Semedo                 | 29 tháng 12, 1995 | 1       | 0  | Santa Clara          | vs. 2023 AFCON PRE             |
| TV | David Tavares                  | 18 tháng 3, 1999  | 4       | 0  | Torreense            | vs. 2023 AFCON PRE             |
| TV | Hildeberto Pereira             | 2 tháng 3, 1996   | 1       | 0  | Henan                | vs. 2023 AFCON PRE             |
| TV | Bruno Freire                   | 27 tháng 3, 1999  | 0       | 0  | Dudelange            | vs. 2023 AFCON PRE             |
| TV | Diogo Mendes                   | 24 tháng 1, 1998  | 0       | 0  | Maritimo             | vs. 2023 AFCON PRE             |
| TV | Joao Paulo Monteiro Soares     | 1 tháng 12, 1997  | 0       | 0  | Palmeira             | vs. 2023 AFCON PRE             |
| TV | Telmo Arcanjo                  | 21 tháng 6, 2001  | 4       | 0  | Vitória Guimarães    | vs. Eswatini, 28 March 2023    |
|    |                                |                   |         |    |                      |                                |
| TĐ | Júlio Tavares                  | 19 tháng 11, 1988 | 48      | 8  | Al Raed              | vs. 2023 AFCON PRE             |
| TĐ | Djaniny                        | 21 tháng 3, 1991  | 35      | 6  | Al Fateh             | vs. 2023 AFCON PRE INJ         |
| TĐ | Lisandro Semedo                | 12 tháng 3, 1996  | 17      | 2  | Radomiak Radom       | vs. 2023 AFCON PRE             |
| TĐ | Clé                            | 12 tháng 12, 1997 | 5       | 1  | Belenenses           | vs. 2023 AFCON PRE             |
| TĐ | Duk                            | 16 tháng 2, 2000  | 5       | 0  | Aberdeen             | vs. 2023 AFCON PRE             |
| TĐ | Patrick Fernandes              | 13 tháng 12, 1993 | 4       | 0  | Torreense            | vs. 2023 AFCON PRE             |
| TĐ | Hélio Varela                   | 3 tháng 5, 2002   | 3       | 0  | Portimonense         | vs. 2023 AFCON DEC             |
| TĐ | Papalélé                       | 16 tháng 3, 1998  | 2       | 1  | Karviná              | vs. 2023 AFCON PRE             |
| TĐ | Alessio da Cruz                | 18 tháng 1, 1997  | 1       | 0  | Feralpisalò          | vs. 2023 AFCON PRE             |
| TĐ | Serginho                       | 29 tháng 1, 2001  | 0       | 0  | Viborg               | vs. 2023 AFCON PRE             |